# ケインズ経済学
ケインズ経済学（ケインズけいざいがく、英: Keynesian economics）とは、ジョン・メイナード・ケインズの著書『雇用・利子および貨幣の一般理論』（1936年）を出発点に中心に展開された経済学（マクロ経済学）のこと。
ケインズ経済学の根幹を成しているのは、有効需要の原理である。この原理は、古典派経済学のセイの法則と相対するもので、「供給量が需要量（投資および消費）によって制約される」というものである。これは、有効需要によって決まる現実のGDPは古典派が唯一可能とした完全雇用における均衡GDPを下回って均衡する不完全雇用を伴う均衡の可能性を認めたものである。このような原理から、有効需要の政策的なコントロールによって、完全雇用GDPを達成し『豊富の中の貧困』という逆説を克服することを目的とした、総需要管理政策（ケインズ政策）が生まれた。これは「ケインズ革命」といわれている。またケインズは、財政規律にきわめて熱心であったことも明らかになっている。
ケインズ経済学では貨幣的な要因が重視されている。このことは、セイの法則の下で実物的な交換を想定とした古典派とは、対照的である。不完全雇用の原因について、ケインズの『一般理論』では「人々が月を欲するために失業が発生する」と言われている。これは歴史的な時間の流れにおける不確実性の本質的な介在によって、価値保蔵手段としての貨幣に対する過大な需要が発生し、これが不完全雇用をもたらすとするケインズの洞察を示すものとして知られている。
一般論として、経済モデルは不完全で疑わしく、その経済モデルが年単位で実体経済と乖離するようでは有用性に乏しい。また、経済モデルは、その実証性を検証するのに長い月日を要する。ケインズの言葉「長期的には我々はみな死んでいる」は、長期を無視するのではなくて、より優れた経済分析をすべしとの懇願でもある。ポール・クルーグマンも述べるように、財政政策の短期的効果の度合いは、その経済状況に大きく依存する。景気が悪いときに政府が歳出削減をすれば、失業率は悪化し、長期的な経済成長も阻害され、結局は長期的な財政状況も悪くなってしまう。

## 理論
ケインズは、大恐慌（世界恐慌、英語では大不況Great Depression）に対する解決策として、二つの方策を取り混ぜることにより経済を刺激するよう説いた。
- 利子率の切り下げ（金融政策）
- 社会資本等への政府による投資（財政政策）

中央銀行が商業銀行に貸し出す利子率を引き下げることにより、政府は商業銀行に対し、商業銀行自身もその顧客にたいし同じことをすべきであるというシグナルを送る。
社会基盤への政府投資は経済に所得を注入する。それによって、ビジネス機会・雇用・需要を作りだし、需給ギャップが引き起こす悪い効果を逆転させる。政府は、国債の発行を通して経済から資金を借用することにより、必要な支出をまかなうことができる。政府支出が税収を超えるので、このことは財政赤字をもたらす。
ケインズ経済学の中心的結論は、ある状況においては、いかなる自動機構も産出と雇用を完全雇用の水準に引き戻さないということである。この結論は、均衡に向かう強い一般的傾向があるという経済学アプローチと矛盾・対立する。新古典派総合は、ケインズのマクロ経済概念をミクロ的基礎と統合しようとするものであるが、一般均衡の条件が成立すれば、価格が調整され、結果としてこの目標が達成される。ケインズは、より広く、かれの理論が一般理論であると考え、その理論では諸資源の利用率は高くも低くもなりうるものであると考え、新古典派総合ないし新古典派は資源の完全雇用という特殊状況にのみ焦点を当てるものとした。
新しい古典派マクロ経済学の運動は、1960年代末から1970年代初めに始まり、ケインズ経済学の諸理論を批判した。これに対し、ニュー・ケインジアンの経済学はケインズの構想をより厳密な基礎の上に基礎付けることを試みた。
ケインズに関するある解釈は、ケインズ政策の国際的調整、国際的経済機構の必要、および国際調整のありようによっては、戦争にも平和にもつながりうることにケインズが力点を置いたことを強調している。

### 賃金と消費支出
大不況（世界恐慌）時代、古典理論（新古典派のケインズ以前の理論）は、大量失業の原因を実質賃金率が高止まりしていることに求めた。
ケインズにとって、賃金率の決定はもっと複雑なものであった。第一に、使用者と労働者の間の交渉によって決められるのは、物々交換と違って、実質賃金ではなく名目賃金である、とケインズは論じた。第二に、名目賃金の切下げは、法律や賃金協定によって実効性を持ちにくい。古典的理論家たちでさえ、このような困難が存在することは認めた。そしてかれらは、ケインズとは反対に、労働市場の柔軟性を回復するものとして最低賃金法、労働組合、長期雇用契約の廃止を訴えた。しかし、ケインズにとっては、労働組合がなくても、人々は他の人々の賃金が実際に低下し、かつ物価が一般的に低下することを見ないうちは名目賃金の切下げには抵抗するに違いなかった。
賃金切り下げが不況脱出の治療法となるという考えをケインズは退けた。このような考えのよって来るところを検討し、それらがすべて誤った前提に立つことを発見した。ケインズは、また、さまざまな異なる状況のもとで、不況時に賃金を切下げることの帰結を考察した。ケインズは、そのような賃金切下げは不況を改善するどころか、かえって悪化させてしまうと結論した。
さらに、もし賃金と物価が低落するなら、人々はそれらがさらに低下することを期待し始める。このことは、経済を螺旋降下させるに違いなかった。そのような場合、貨幣をもつ人々は、支出する代わりに、物価がより低下し、貨幣価値が上がるのを待つようになる。それは景気をいっそう悪化させる。

### 過剰貯蓄
ケインズにとって、過剰貯蓄すなわち計画された投資額を超える貯蓄は、深刻な問題であり、景気後退を助長するばかりか、不況そのものを引き起こす可能性をもつ。過剰貯蓄は、投資が低下したときに起こる。その投資低下は、あるいは消費需要の低下のためかも知れないし、今以前の数年間の過剰投資、あるいは景気の悲観的見込みのためかも知れない。その場合に、もし貯蓄がただちに低下しないかぎり、経済は衰退する。
古典理論家は、その場合、貸付資金の過剰供給によって利子率が低下し、それによって投資が回復するだろう、と論じた（古典理論家の主張の図による説明は省略）。
自由放任主義のこの反応に対するケインズの反応は複雑である。第一に、利子率が低下しても、貯蓄はそれほど落ちない。なぜなら、利子率低下の所得効果と代替効果は、相反する方向に作用する。第二に、工場や機械設備に対する固定投資計画は、将来の利益機会に対する長期の期待に基づくものであり、利子率が低下したとしても、それほど支出は伸びない。
貯蓄と投資は、ともに非弾力的である。投資資金に対する需要・供給が非弾力的であるので、貯蓄/投資ギャップを縮めるには大幅な利子率低下が必要である。それは時に負の利子率を必要とするかもしれない。しかし、負の利子率はケインズの議論にとって、必要なものではない。
第三に、ケインズは貯蓄と投資とは利子率を決める主要要因ではないと論じた。特に短期には、そうである。貨幣ストックの供給と需要とが短期には利子率を決定する。過剰貯蓄に対応するすばやい変化も、利子率をすばやく調整することにはならない。
最後に、ケインズは、こう示唆している。貨幣以外の財については、キャピタル・ロスの恐れがあるため「流動性の罠」があり、ある水準以下には利子率は低下しえない。この罠の中では、利子率はあまりにも低いため、貨幣供給量を増やしても、債券保有者は（利子率の上昇とそれにともなう債券のキャピタル・ロスを恐れて）貨幣つまり流動性を獲得するために債券を売ってしまう。
（ポール・クルーグマンのような）少数の経済学者は、この種の流動性の罠が1990年代の日本に蔓延していると見ている。大部分の経済学者は、名目利子率はゼロ以下には落ち得ないことに同意している。しかし、（シカゴ学派の経済学者たちのように）少数の経済学者は流動性の罠の概念を拒否している。
たとえ流動性の罠が存在しないとしても、古典理論家に対するケインズの批判には、おそらく最重要である第4の要素がある。貯蓄は、個人の所得のすべてを使いきらないことを意味する。それは、固定資本投資のような他の需要要因によって釣合いがとられないかぎり、産出に対して十分な需要が存在しないことを意味する。したがって、過剰貯蓄は、意図しない在庫増加や、古典経済学者が「一般的供給過剰」(General glut)と呼んだ状況に対応する。
売れない商品が積みあがると、企業は生産と雇用を減少させることを迫られる。そのことは、次に人々の所得と貯蓄とを引き下げる。ケインズにとって、所得の減少は過剰貯蓄を終わらせ、貸付資金市場が均衡を獲得することを可能にする。利子調節が問題を解決するのではなく、景気後退が問題を解決するのである。
しかし、景気後退は、企業の固定資本投資意欲を破壊する。所得が落ち、製品需要が低下すると、工場や設備を新設しようとする要求は低下する。これが加速度効果である。これは過剰貯蓄の問題を引き起こし、不況を長期化させることになる。
まとめると、ケインズにとっては、あい異なる市場の過剰供給の間には相互作用がある。たとえば、労働市場の失業は過剰貯蓄を強化するし、その逆も成立する。価格が調整されて均衡に到達するのではなく、主要な筋書きは数量調節であり、それが景気後退をもたらし、不完全雇用均衡をもたらす。

### 積極的財政政策
古典理論家は、伝統的に均衡の取れた緊縮財政政策を熱望してきた。これにたいし、ケインジアンは、そのような政策は基礎問題を悪化させると信じている。ケインズの考えは、金融政策とともに、一度的に財政赤字を招いても、積極的な政府支出を行なえというものだった。
ケインズは、購買力が十分でないことが不況の原因であるというフランクリン・ルーズベルトの考えに影響を与えた。彼が大統領職にある間、ルーズベルトはケインズ経済学のいくつかの政策を採用した。1937年以降、深刻な不況の中で、財政再建に続いて米国経済が景気後退すると、その考えはとくに強まった。しかし、多数の目には、ケインズ政策の真の成功は第二次世界大戦の始まりにあった。大戦は、世界経済に一撃を与え、不確実性を取り払い、破壊された資本の再建を強要した。ケインジアンの考えは、大戦後、ヨーロッパでは社会民主主義政権のほとんど公式の政策となり、1960年代には米国においてもそうであった。日本でも、戦後、1990年代まで同様であった。
ケインズの展開した理論は、積極財政政策が経済運営に有効であることを示している。政府財政の不均衡を悪と見るのでなく、ケインズは反循環的(counter-cyclical、景気循環対抗的)財政政策と呼ばれるものを提唱した。それは、景気循環の良し悪しに対抗する政策である。すなわち、国内経済が景気後退に苦しんでいるとき、あるいは景気回復が大幅に遅れているとき、あるいは失業率が長期にわたり高いときには、赤字財政支出を断行し、好景気のときには増税や政府支出を切り詰めるなどしてインフレーションを押さえ込むという政策である。市場の諸力が問題を解決するには長い時間がかかるが、「長期には、われわれは死んでしまう」から、ケインズは政府が短期に問題を解決すべきであると論じた。
この考えは、古典派および新古典派経済学における財政政策の分析と対照的である。政府支出による刺激は生産を活性化させることができる。しかし、これら経済学にとって、この刺激が副作用をしのぐものと信ずる理由はなかった。古典理論家は、赤字財政が民間投資を押し出す(crowd out、クラウドアウト)ことを恐れた。その径路は二つある。第一は、財政政策によって労働需要が増大し、賃金が上昇し、それが利潤獲得を阻害すること。第二は、政府部門の赤字が政府債券の総量を増大させることによる。そうなると債券の市場価格が低下し、利子率が高騰し、産業界が固定資本を投資する費用を割高なものにしてしまう。このように、経済を刺激しようとする努力は、それ自身を無効にするものでしかない。
ケインジアンはこの点につき、次のように応答する。このような財政政策は失業率が自然失業率（NAIRU, インフレを加速しない失業率）が持続的に高いときにのみ適切である。この場合、「押し出し」効果は極小にとどまる。さらに、逆に民間投資が引き込まれる (crowded in) 可能性もある。財政政策は企業部門の産出量を引き上げ、それが企業のキャッシュフローと採算性を引き上げ、企業部門の楽観的気分をかもし出すかもしれない。ケインズにとって、この加速度効果は、当該状況においては政府と企業部門とは代替的関係ではなく補完的関係にあることを意味した。
第二に、刺激によって総生産が引き上げられる。それによって、貯蓄総量を引き上げ、固定資本への投資を増大させるための資金調達を助ける可能性を増大させる。最後に、政府支出は、つねに浪費的であるとは限らない。利益追求者によっては供給されない公共財への政府投資は、民間部門の成長を促進するかもしれない。言い換えれば、基礎研究や公衆衛生、教育、社会基盤などへの政府支出は長期には潜在産出量を増大させることに貢献する。
ケインズ理論においては、財政政策が正当化されるためには、労働市場における相当な供給過剰の存在がなければならない。
批判者の多くが特徴付けるのと違って、ケインズ主義は赤字財政支出からのみからなっているのではない。ケインズ主義は、景気循環対抗的な政策を奨励している。その一例は、需要サイドの過剰な成長がある場合には、経済を冷却しインフレを防止するために増税し、経済が下向いているときには雇用を刺激し賃金を安定化させるために、労働集約的な社会基盤整備に赤字支出することである。古典理論は、逆に、財政が収入超過の場合には減税し、景気後の下降期には政府支出を切り詰めたり、あまり行なわれないが増税せよと、要求している。
ケインズ経済学者は、好景気に減税を通じて利潤や所得を増加させることや、景気下降期に歳出削減により経済から所得や利潤を引き上げると景気循環を悪化させてしまうと考える。このような効果は、政府が経済の大きな部分を占める場合には、とくに大きくなる。

### 乗数効果
乗数の概念はもともとリチャード・カーンが提案したものである。一般理論では第10章で乗数について述べられるが、ケインズ自身も一般理論の第10章冒頭において乗数の概念がリチャード・カーンの功績であることを認めている。リチャード・カーンの導入した乗数はもともと投資の増分と総雇用の増分について述べた雇用乗数であったが、ケインズはこれを応用して総投資の増分と所得の増分に関する投資乗数を導入した。投資乗数とは次のように導き出される。ここで、国民所得の増分をΔYとすると、ΔYは消費(C)と投資(I)の増分によって構成されるので
{\displaystyle \Delta Y=\Delta C+\Delta I}
ここで限界消費性向を c とすると、
{\displaystyle c={\frac {\Delta C}{\Delta Y}}}
これをΔYの式に代入すると
{\displaystyle \Delta Y=c\Delta Y+\Delta I}
これをΔYについて解くと
{\displaystyle \Delta Y={\frac {1}{1-c}}\Delta I}
この 1/1-c は乗数と呼ばれる。これは、総投資が増加したとき、国民所得は投資の増分の乗数倍だけ増加するということを示している。

### IS-LMモデル
IS-LMモデル自体はケインズではなくジョン・ヒックスやアルヴィン・ハンセンが開発したモデルである。しかし、IS-LMモデルはケインズ経済学解釈として一つの定説を成しており、ケインズ体系を理解するうえで大いに役立っている。ヒックスがIS-LMモデルを開発するにあたり、注目したのが実体経済と貨幣市場の相互作用である。ケインズの一般理論が発表された当時に主流な経済学であった古典派経済学では「貨幣市場は実体経済に影響を及ぼさない」とし、貨幣の中立性を仮定した。しかし、ケインズは一般理論の第21章「価格の理論 (THE THEORY OF PRICES)」において、次のように述べている。
また、古典派が仮定した貨幣の中立性は、批判的な意を込めて古典派の二分法とも呼ばれる。
ヒックスによるIS-LMモデルでは、財市場と貨幣市場の同時均衡に注目する。IS曲線とは、財市場を均衡させる国民所得と利子率の組み合わせを示す右下がりの曲線である。「財市場が均衡している」とは、財市場の均衡条件である「投資 (Investment) ＝貯蓄 (Saving)」が成立しているということと同値であり、IS曲線は投資と貯蓄が等しくなるような国民所得と利子率の組み合わせを示す曲線だとも言える。なお、 I と S は、投資を意味する英単語Investmentと貯蓄を意味する英単語Savingのそれぞれの頭文字である。LM曲線とは貨幣市場を均衡させる国民所得と利子率の組み合わせを示す曲線である。「貨幣市場が均衡している」とは貨幣市場の均衡条件である「貨幣供給量＝貨幣需要量」が成り立っているということと同値であり、LM曲線は貨幣供給量と貨幣需要量が等しくなるような国民所得と利子率を示す曲線だとも言える。なお、L と M は、流動性選好（貨幣への需要）を意味するLiquidity preferenceと貨幣供給量を意味するMoney supplyのそれぞれの頭文字である。
IS曲線上で財市場が均衡し、LM曲線上で貨幣市場が均衡するのであるから、IS曲線とLM曲線の交点では財市場と貨幣市場が同時に均衡することになり、この均衡点における国民所得を均衡国民所得、利子率を均衡利子率という。
この2つの曲線を用いて一国の経済（閉鎖経済）を分析するのがIS-LMモデルであり、財政政策・金融政策が現実の経済に与える効果を分析する際などに用いられる。なお、基本的に海外部門を考えない閉鎖経済を分析するIS-LMモデルを、海外部門まで考慮した開放経済体系に拡張したのがマンデルフレミングモデルである。

### 有効需要の原理
有効需要の原理はケインズによって提唱された。ケインズによって執筆された「一般理論」において、序論第3章の表題が「有効需要の原理」である。この序論第3章で、ケインズ自身の言では、雇用量は総需要曲線と総供給曲線の交点において決定され、さらにこの点において事業者の利潤期待が最大化されるとし、ケインズはこの交点を有効需要と呼んだ。閉鎖経済における有効需要、あるいは総需要は民間支出、民間投資、政府支出の合計であり、貨幣的支出に裏づけられた需要である。有効需要の大きさが一国の生産水準を決定するという原理を有効需要の原理と呼ぶ。なお、有効需要＝総需要 である。
ケインズ以前の古典派経済学では、「供給が自らの需要をつくり出す」というセイの法則が理論の基礎となっていた。古典派経済学では、価格メカニズムが働くことによって、需要の小さな財の価格は下がり、需要の大きな財の価格は上がるという価格調整が行われることで需要と供給が一致するとされていた。それゆえ、古典派経済学では一国の生産水準は供給によって決定される。これに対して、ケインズは賃金の下方硬直性に代表されるように市場の価格メカニズムは必ずしもいつもうまく働くわけではないと考えた。そこで、市場では価格調整が行われるのではなく、需要が小さな財は生産数量が減らされ、需要が大きな財は生産数量が増やされるという数量調整が働くと考えた。すなわち、一国の生産水準を決定するのは需要（有効需要）であるとするのが有効需要の原理であるが、このケインズによる発見は、当時のみならず現代の経済学に至るまで、大きな影響を与えている。

## 政策と思想的背景

### 公共投資との関連
ケインズの生きた時代のイギリスでは、経済の成熟化で国内での投資機会が希少になり、また自由な資本移動の下で資本の国外流出を阻止するための高金利政策が国内投資を圧迫するというジレンマに悩んでいた。そこで政府が主導して資本の流出を防ぎ投資機会を創出することで国民経済の充実をはかることをケインズは考えていた。
もともとケインズは、景気対策として中央銀行の介入による利子率のコントロール（金融政策）に期待していたが、のちの『一般理論』においては企業の期待利潤率の変動や流動性選好などの制約で金融政策が奏効しない可能性を認め、雇用量を制約する生産量の引き上げの方策として公共投資（財政政策）の有効性を強く主張するようになった。
またケインズの提案は、失業手当の代替策としての性格を持っていた（当時の失業率は10%を越える状況にあった）。また過剰生産力の問題を伴わない投資として住宅投資などが想定されていたが、現実においては完全雇用を達成するに足るほどの規模の投資が、軍事支出によってしか政治的に許容されないと（軍事ケインズ主義）ケインズ本人は考えていたと浅野栄一は主張している。
。
ケインズは当初は軍縮を主張していたがドイツとの戦闘により第二次世界大戦が始まると軍拡論者に転向し、あらゆる努力を戦争に向けさせることを主張した。

### 軍事費の膨張
アメリカのニューディール政策は、1929年からはじまる世界恐慌で、ピーク時で25%に達する失業率と1千万人を越える失業者が発生する中で、古典派経済学的な不況が自然に回復するという考え方で、フーバー政権による均衡財政の維持、高率関税による保護貿易政策によって深刻化した恐慌に対し、公共事業による景気刺激を図ろうとしたものであった。にもかかわらず結果的に第二次世界大戦参戦による「軍事支出の膨張」により経済の回復がもたらされ、当初の公共事業による景気刺激策の効果について疑問をもつ研究者も存在する。なお、軍事費の膨張は、ケインズの考えとは無関係な、政治家と軍人の政策によるものだった。
また、ケインズの政策を先取りして行われたとされる高橋是清蔵相（日本）やドイツのシャハト財務相によって行われた有効需要創出による景気刺激を目指した経済政策の成功が、その帰結として、軍事支出の拡大と軍部の強大化につながったとする主張もある。
「軍事費の著増が、（経済再建および社会投資目的の）本来のリフレーション政策の代役をやったことは、後日の大戦突入という日本の悲劇の発足点ともなった。というのはこのことが軍部をして、巨額の軍事費公債の発行がインフレ的物価騰貴とならず、むしろリフレーション効果を無限に発しうるがごとく錯覚させ、他日の無軌道な軍事公債発行に走らす重大因子となったからである」と、高橋亀吉は語っている。

### ハーベイロードの前提との関係
もともと総需要管理政策は、不況時には財政支出の増大・減税・金融緩和などにより有効需要を増やすことにより生産と雇用は拡大するというもので、反面、インフレーションの加速した際には政府支出の削減・増税・金融引き締めによる有効需要の削減を推奨するものであった。
しかし現実には民主主義的な政治過程の中で、公共事業自体は限定的な支出である為長期雇用に結びつきにくく、好況になった場合にも、景気の過熱化を抑えるために引締めを行うことは、政治的に不人気な政策となるため、先進資本主義国において、税収が増えずに長期的に政府の財政赤字が累積的に増大するという問題が発生した。
また公共投資がそれを発注する権限を持つ官僚とそれを受注する私企業との間の癒着をもたらし、利権が固定化され、支出の効果が限定されるなど問題視されるようになった。
これらの想定の背景として、知識階級としての少数の賢人が合理性に基づいて政策判断を下せるというハーヴェイロードの前提がケインズの思想に生きていたと指摘される。
「現代の民主制の下では政府は権力の保持・奪回のために集団的圧力に屈服しやすいものなのだが、ケインズはむしろ、経済政策を立案する一部の聡明な人々は、選挙民や一部集団からの組織的圧力と衝突してでも必ずや公共の利益のために行動しようとするはずだという歴史的事実に反する前提を無意識のうちに置いていた」とジェームズ・M・ブキャナンは語っている。

### ケインズの階級観
ケインズは、企業者と労働者とからなる活動階級 (active-class) と資金の供給側である投資者（債権者）からなる非活動階級 (inactive-class) の二階級観をもっていた。
インフレーションは金利生活者に損失を、デフレーションは失業によって労働者に損失をもたらすものと見ていた（「貨幣改革論」）が、ことにストックの価値を高めるデフレーションは、活動階級の犠牲の下に貨幣愛に囚われた非活動階級に利得を得させるものと捉え、これを緩やかなインフレーションよりも問題の多いものと見ていた。
また非活動階級に対しては当時投資の流動化によって企業が「投機の渦巻きの中の泡沫」と化していたことを問題とし、また当時のような極端な富の不平等を不確実性および無知に乗じて獲得された利益によるものとして排斥した上、本人の活動によらない富に対する課税として相続税の極端な強化を主張しており、総じて「金利生活者の安楽死」という表現に象徴されるように、非活動階級から活動階級への経済上の支配権の交替を求めていた。

### 自由主義との関係
ケインズは、その『自由放任からの脱却』においてチャールズ・ダーウィンの進化論の影響を受けた、古典派のレッセフェール（自由放任）の思想を退けたことで知られている。適者生存の思想をもっとも高いところにある木の枝から葉をむしることだけを生存の目的の全てと見て、もっとも首の長いキリンだけを生存させることをベストとするものだとして批判した。また合理的な個人を仮定して見えざる手に全てを委ねることが公共の福祉を高めるとする古典的な自由主義に対しても、社会自由主義の側から疑問を呈していた。

## 歴史

### サミュエルソンの理論
ケインズが展開した経済学は、後にアメリカでサミュエルソンらにより古典派経済学のミクロ経済学と総合（新古典派総合）され、戦後の自由主義経済圏の経済政策の基盤となりジョン・F・ケネディ政権下での1960年代の黄金の時代を実現した。

### ケインズ経済学への批判
しかし、その後のオイルショックに端を発するスタグフレーション（インフレと景気後退の同時進行）、それに続く1970年代の高インフレ発生などの諸問題の一因としての責任を問われることとなった。とりわけ、原油価格の急激な高騰により発生した供給側のコスト増大に対して有効な解決策を提示・実現することができないものとして、反ケインズ経済学からの批判を浴びることになる。
この批判の中で、ミルトン・フリードマンが唱えたマネタリズム・新自由主義や供給側の改善を主張するサプライサイド経済学、合理的期待形成学派などの諸学派が台頭し、「ケインズは死んだ (Death of Keynes)」とまで言われた。反ケインズの立場からは、軍事費膨張による巨額の双子の赤字を残したレーガノミクスやマネタリストの功績が説かれた。
だが、「格差社会の到来」や「一部の富裕層による富の独占」で、フリードマンらの新自由主義の致命的な欠陥が明らかになった。ポール・クルーグマンやトマ・ピケティがもてはやされるのは、これらの時代状況が背景にある。

## 現代のケインジアン
戦後のアメリカにおけるサミュエルソンらの新古典派総合（オールド・ケインジアン）は、古典派のミクロ理論を基調としてこれにケインズのマクロ理論を折衷することを企てたものであったが、後にその理論的な不整合が明らかとなるとルーカスらのニュー・クラシカル（新しい古典派）からの批判を招き、これがマンキューらのニュー・ケインジアンの登場を促すことになった。また、オールド・ケインジアンやニュー・ケインジアンら、アメリカに定着したケインズ経済学を批判して、ポスト・ケインジアン（ポスト・ケインズ派）を名乗る強力な批判者群がいる。

### ニュー・ケインジアン経済学
ニュー・ケインジアン経済学（ニュー・ケインズ派経済学）は、ケインズ経済学にミクロ的基礎を与えようとするマクロ経済学の一学派。ケインジアンのマクロ経済学に対する批判（ルーカス批判）に応えようとして生まれてきた。

### ポスト・ケインジアン経済学
ヨーロッパを中心として、ケインズの『一般理論』を直接に継承したイギリス・ケンブリッジのジョーン・ロビンソンらの流れを汲むポスト・ケインジアンも傍流として存在している。アメリカにも、デイヴィッドソンやクレーゲルなどのポスト・ケインジアンがいる。ラヴォアは、ポスト・ケインジアンは、(1)正統ケインズ派、(2)カレツキ派、(3)スラッファ派の3つの潮流があるとしている。